# Phyllocladus
Phyllocladus är ett släkte av barrträd. Phyllocladus ingår i familjen Phyllocladaceae.
Barrträden inom släktet har olika gestaltade lång- och dvärggrenar, de förra i normal form, de senare plattade och bladliknande och med tand- eller fjällika blad i kanterna. Fröämnena är upprätta och sitter i vecken av fjällika fruktblad, flera samlade i spetsen av korta dvärggrenar. Arterna har hemma i Sydostasien och Oceanien.
Phyllocladus är enda släktet i familjen Phyllocladaceae.
Kladogram enligt Catalogue of Life:
| Phyllocladus | \| \| Phyllocladus aspleniifolius \| \| \| \| \| \| Phyllocladus hypophyllus \| \| \| \| \| \| Phyllocladus toatoa \| \| \| \| \| \| Phyllocladus trichomanoides \| \| \| \| |
|              | \| \| Phyllocladus aspleniifolius \| \| \| \| \| \| Phyllocladus hypophyllus \| \| \| \| \| \| Phyllocladus toatoa \| \| \| \| \| \| Phyllocladus trichomanoides \| \| \| \| |
|              | Phyllocladus aspleniifolius |
|              | |
|              | Phyllocladus hypophyllus |
|              | |
|              | Phyllocladus toatoa |
|              | |
|              | Phyllocladus trichomanoides |
|              | |

## Bildgalleri

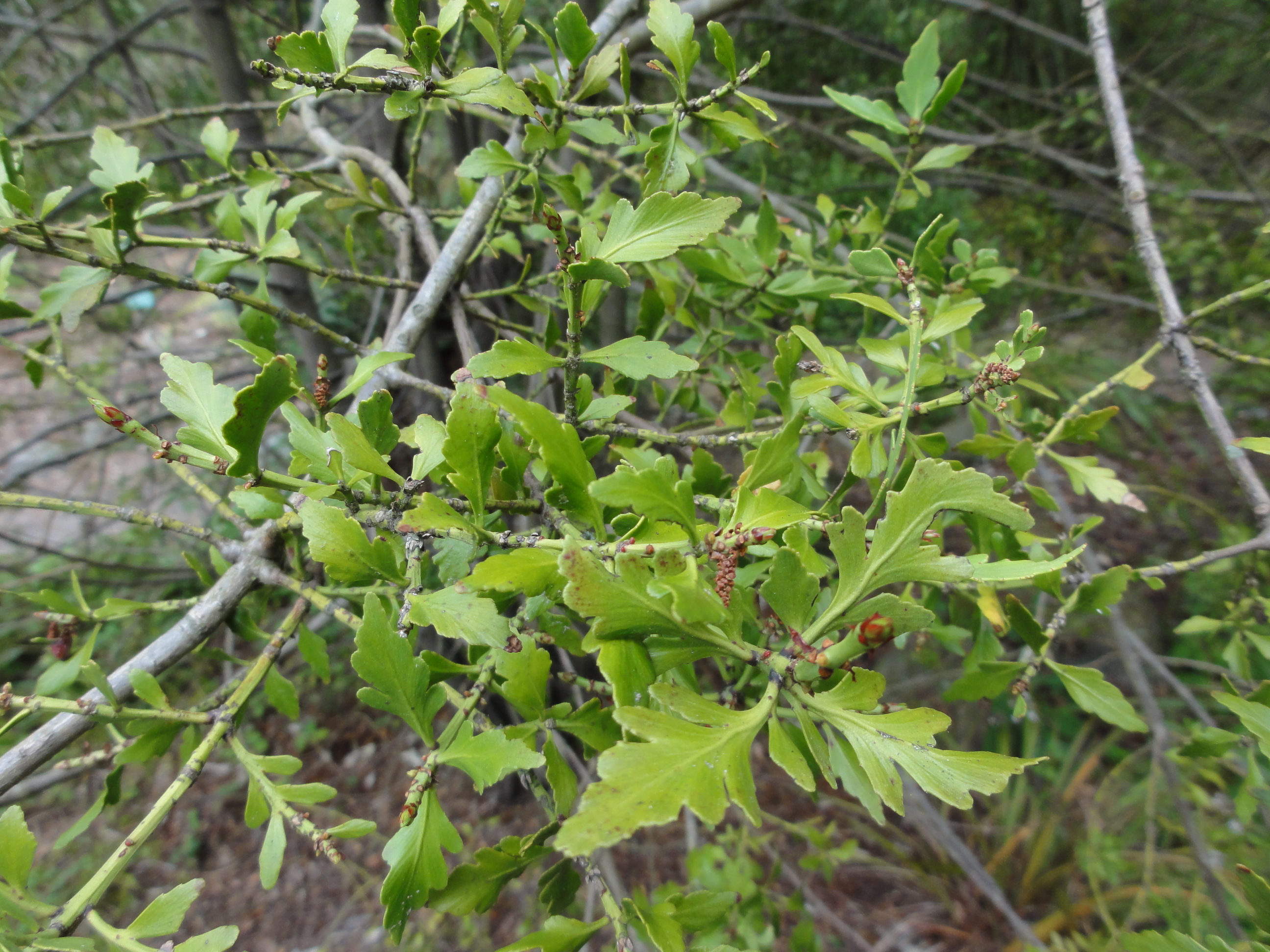
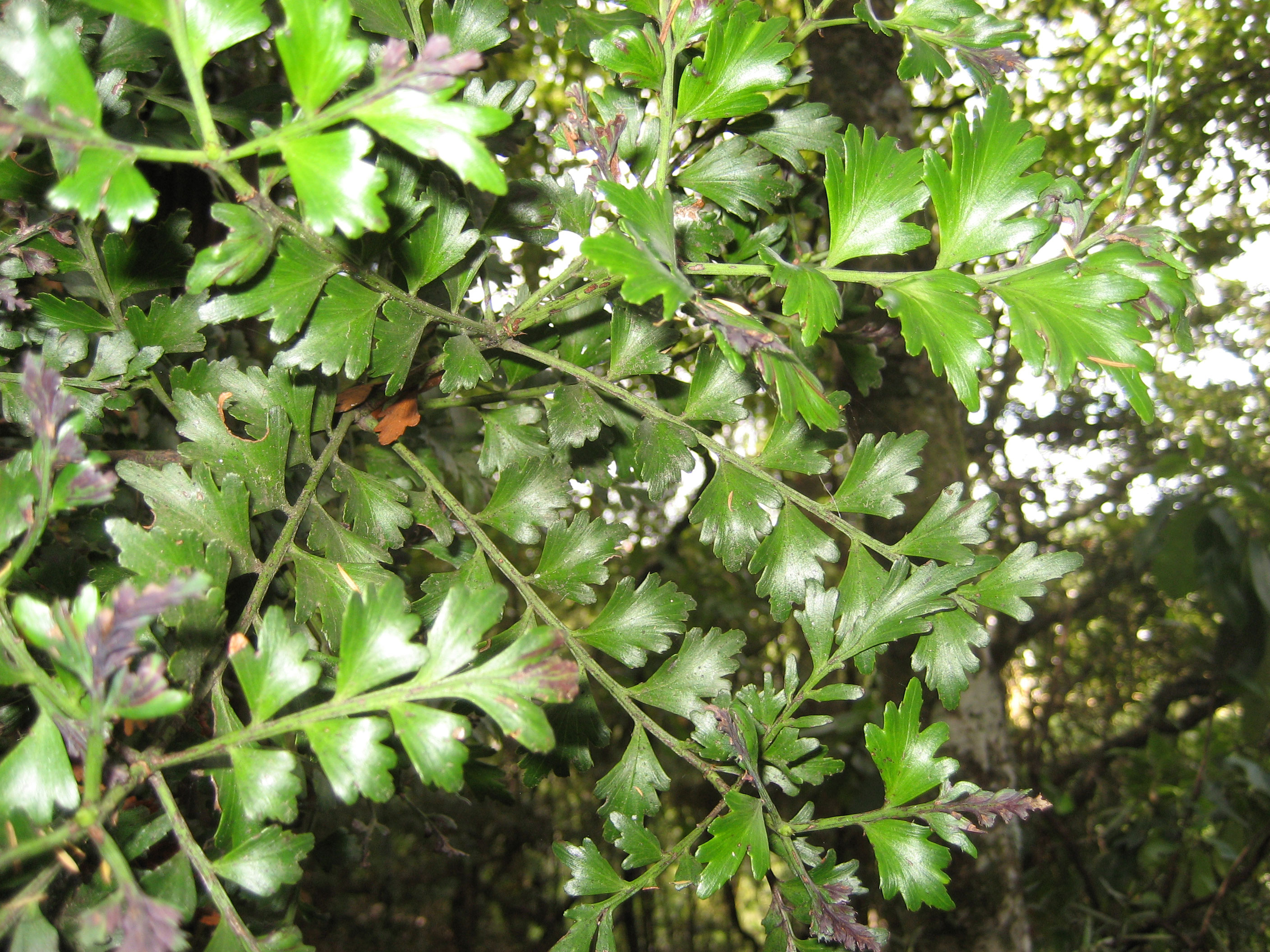